# Nordwestatlantische Fischereiorganisation
Die Nordwestatlantische Fischereiorganisation (NAFO) (Northwest Atlantic Fisheries Organization) ist eine internationale Organisation zur Überwachung und Erforschung der Fischbestände im Nordwestatlantik. Jacques Verborgh leitet die Organisation.

## Aufgaben und Ziele
Die von der NAFO überwachten internationalen Gewässer befinden sich zwischen dem 42. und 59. Breitengrad westlicher Länge und nördlich des 35. Längengrades. Ziel ist eine optimale ökonomische Nutzung dieser Gewässer. Um dies zu erreichen, wird eine ausgewogene Bewirtschaftung propagiert, verbunden mit der Erhaltung der Fischressourcen im Nordatlantik, Fangmengenquotierung zwischen den Mitgliedern und dem Bestandschutz von Jungfischen.

## Vorgeschichte
In den 1920er- und 1930er-Jahren wurden zunächst die North American Council on Fishery Investigations (NACFI) etabliert. Vertreter aus Kanada, Neufundland, den USA und Frankreich berieten sich dabei jährlich über Themen der Hochseefischerei im Nordwestatlantik. So wurden zum Beispiel die Methoden zur Erfassung der Fischbestände vereinheitlicht. Daten über Temperatur, Salzgehalt und Strömung des Ozeans wurden gesammelt. Zudem erforschte man Ernährungsgewohnheiten und Wanderwege von verschiedenen Fischarten wie Kabeljau, Schellfisch, Makrele und Hering.
Aufgrund des Zweiten Weltkrieges fanden keine jährliche Konsultationen der NACFI mehr statt. Nach dem Krieg stieg der Bedarf an Lebensmitteln und damit auch das Abfischen des Atlantiks stark an. Deshalb initiierte die USA 1949 eine Konferenz in Washington, D.C., aus der die International Convention for the Northwest Atlantic Fisheries (ICNAF) hervorging. Mitglieder der ICNAF waren Kanada, die USA, Dänemark, Island und Großbritannien. Die ICNAF waren genauso wie NACFI nur regelmäßig stattfindende Tagungen. Es existierte keine internationale Organisation mit einer geregelten Administration. Aufgabe der ICNAF war es, Fischereistatistiken in Auftrag zu geben bzw. auswerten zu lassen.
Mitte der 1970er-Jahre kam es zu Kontroversen innerhalb der ICNAF. Die USA und Kanada dehnten ihre Ausschließliche Wirtschaftszone auf 200 Seemeilen aus. Dänemark tat es ihnen gleich rund um Grönland. Dabei entstanden überlappende Zonen zwischen Kanada und Grönland. Die Convention on Future Multilateral Cooperation in the Northwest Atlantic Fisheries in Ottawa sollte Basis einer multinationalen Organisation sein, die unter anderem solche und andere zukünftige Probleme lösen sollte. So entstand am 1. Januar 1979 die NAFO.

## Struktur
Jährlich tagt der Allgemeine Rat, dieser besteht aus bis zu jeweils drei Vertretern der 12 Vertragsparteien. Der Ratsvorsitzende ist auch gleichzeitig der Präsident der NAFO. Der Rat ist unter anderem zuständig für die Organisation der NAFO und er koordiniert die Finanzen. Unterstützt wird der Allgemeine Rat dabei von dem ihm untergeordneten Standing Committee on Finance and Administration (STACFAD), welches beständig über das Budget der Organisation wacht.
Genauso wie der Allgemeine Rat tagt der Wissenschaftliche Rat einmal pro Jahr. Er koordiniert die wissenschaftliche Arbeit der NAFO und überreicht Vorschläge zum Beispiel über die Höhe von Fangquoten weiter an die Fischereikommission. Vier ständige Komitees sind dem Wissenschaftlichen Rat untergeordnet:
- STACFIS = Standing Committee on Fisheries Science – Abschätzung von Fischbeständen.
- STACREC = Standing Committee on Research Coordination – Koordiniert die wissenschaftliche Zusammenarbeit zwischen Mitgliedsländern.
- STACPUB = Standing Committee on Publications – verantwortlich für Veröffentlichungen.
- STACFEN = Standing Committee on Fisheries Environment – untersucht Auswirkungen von Umwelteinflüssen auf die Fischbestände.

Die Fischereikommission ist ebenfalls eine jährliche Tagung. Ihre Aufgabe ist das Management der Fischbestände zur Optimierung des Fischfangs und Erhaltung der Fischressourcen. Das untergeordnete Komitee STACTIC (Standing Committee on International Control) ist verantwortlich für die Überwachung von Vereinbarungen, was zum Beispiel Inspektionen von Fischtrawlern mit einschließt.

## Mitglieder
Derzeitige Vertragsmitglieder sind:
- Dänemark
- Europäische Union
- Island
- Norwegen
- Russische Föderation[2]

## Arbeitsgruppen
Es gibt folgende Arbeitsgruppen:
- Joint Advisory Group on Data Management (JAGDM)
- Working Group on Statistics (WGStats)
- Working Group on the Future of NEAFC (WGFN).

## Publikationen
Die Fischereikommission  veröffentlicht jährlich ihre Tagungsprotokolle. Zusätzlich werden Berichte über die Durchführung von Inspektionen und die Einhaltung von Fangquoten publiziert. Wissenschaftliche Aufsätze finden sich im  Journal of Northwest Atlantic Fishery Science, der von der NAFO herausgegebenen Zeitschrift.

Andere Fischereiorganisationen mit Atlantikbezug sind u. a. folgende:
- Kommission zur Erhaltung der lebenden Meeresschätze der Antarktis (CCAMLR)
- North East Atlantic Fishery Commission/Nordostatlantische Fischerei-Kommission (NEAFC)
- Nordwestatlantische Fischerei-Organisation (NAFO)
- Südostatlantische Fischerei-Organisation (SEAFO)
- Internationale Kommission für die Erhaltung des atlantischen Thuns (ICCAT)
- Internationale Walfang-Kommission (IWC)[4]